# 彼 (テレビドラマ)
『彼』（かれ）は、1997年1月7日 - 3月18日毎週火曜日22時 - 22時54分に、関西テレビ制作フジテレビ系「火曜夜10時ドラマ枠」で放送された、竹山洋原作・脚本のテレビドラマ。最終話は10分拡大放送。
主演の篠ひろ子はこの作品を最後に芸能活動を休止し、以来20年以上にわたって芸能界から遠ざかっている。

## あらすじ
美容師の俊矢は大手チェーン「麻生美容室」で勤めていたが、恋人が同僚の美容師・シゲルにレイプされて自殺したことから、彼をハサミで刺してしまい、店を去った。神楽坂にやって来た俊矢は喫茶店で出会った芸者の涼子に助けてもらったのをキッカケに、涼子の行きつけの美容室「マドンナ」で働くことを勧められる。涼子に頼まれた「マドンナ」の店長・小夜子は俊矢を雇うことにするが、麟一はあまり快く思っていない。やがて涼子は俊矢のことを好きになり、俊矢のことを誘惑する。夫の浮気や借金で離婚を考えている小夜子もまた、俊矢をいとおしく思っていた。

## キャスト
- 滝井小夜子 - 篠ひろ子
- 岡本俊矢 - 稲垣吾郎（当時 SMAP）
- 大沢燐一 - ヒロミ
- 和田太郎 - 大仁田厚
- 山田みどり - 深浦加奈子
- 滝井精次 - 伊武雅刀
- 佐藤シゲル - 榊原利彦
- 小谷志保 - 秋本祐希
- 麻生陽子 - 野際陽子
- 和田涼子 - 沢口靖子

## スタッフ
- 原作・脚本：竹山洋
- 企画：濱星彦
- 音楽：日向敏文
- 主題歌：ダイアナ・ロス「Promise Me You'll Try」
- プロデュース：山田一雄、荒木功、井上由紀
- 監督：楠田泰之、笠置高弘、花堂純次
- 制作：関西テレビ、ネクスト・プロデュース

## サブタイトル
| 各話   | 放送日  | サブタイトル                               |
| ------ | ------- | ------------------------------------------ |
| 第1話  | 1月7日  | 美容師の恋                                 |
| 第2話  | 1月14日 | 恋の波紋…黒髪の秘密と嘘                    |
| 第3話  | 1月21日 | 毒牙にかける                               |
| 第4話  | 1月28日 | 離婚届のゆくえ…二人きりの夜                |
| 第5話  | 2月4日  | 犯されたふたり                             |
| 第6話  | 2月11日 | 独り立ちへの挑戦                           |
| 第7話  | 2月18日 | 別れ話…ひとつになる二人                    |
| 第8話  | 2月25日 | 全裸にされた女たち                         |
| 第9話  | 3月4日  | 行かせたい!離れたくない!                   |
| 第10話 | 3月11日 | 悔いある死に顔                             |
| 第11話 | 3月18日 | 決心の夜!輝く未来へ…全裸になった二人の行方 |

| 関西テレビ・フジテレビ 火曜22時枠の連続ドラマ | 関西テレビ・フジテレビ 火曜22時枠の連続ドラマ | 関西テレビ・フジテレビ 火曜22時枠の連続ドラマ |
| 前番組                                        | 番組名                                        | 次番組                                        |
| --------------------------------------------- | --------------------------------------------- | --------------------------------------------- |
| ゆずれない夜 （1996年10月15日 - 12月17日）    | 彼 （1997年1月7日 - 3月18日）                 | いいひと。 （1997年4月15日 - 6月24日）        |